# Kommando Spezialkräfte
O Kommando Spezialkräfte (Comando de Forças Especiais) (KSK) é uma unidade de operações especiais das Bundeswehr da Alemanha. O KSK é um grande comando militar  no nível brigada com o uso principal do reconhecimento, antiterrorismo, resgate, evacuação e salvamento, comando guerra e assessorado militar. As tropas da KSK são sob a autoridade da Division Schnelle Kräfte - DSK, (Divisão de Forças Rápidas),  e está estacionado no quartel no Graf-Zeppelin-Kaserne em Calw. O atual comandante é o Brigadeiro General Josef Heinz Feldmann.

## Origem
Criado entre 1994 e 1995, aproximadamente 20 soldados foram treinados no outono de 1996, e a unidade estava completamente operacional em abril de 1997. De acordo com relatórios, o impacto de ver 11 cidadãos alemães serem salvos por forças estrangeiras (pára-quedistas belgas e franceses) em Ruanda em 1994, porque não havia nenhuma unidade alemã capaz de realizar tal operação foi o principal fator para se criar o KSK. Para completar o seu efetivo foram retiradas uma Companhia de Comandos de cada uma das três brigadas aeroterrestres, juntamente com o reforço das 2 Companhias de Reconhecimento de Longo Alcance (a 3ª foi desmobilizada). A unidade planeja ser completamente operacional quanto atingir a dotação de 1.000 operadores completamente treinados.

## Organização
O KSK integra-se na estrutura da Bundeswehr e é uma unidade do exército regular.
O corpo principal da KSK é dividido em Forças de Emprego, Forças de Apoio e um Grupo de Desenvolvimento .
O KSK tem uma força nominal de cerca de 1.100 soldados. A maioria deles é implantada no setor de apoio, pessoal ou telecomunicações, o que deve garantir apoio logístico, suporte à liderança e prontidão operacional da organização. . As forças reais de comando são uma pequena parte que só pode operar e funcionar com a ajuda dessas forças de apoio. O número exato de comandos operacionais (oficiais e sargentos comandos) é secreto. De acordo com a imprensa, diz-se estar entre 400 e 500 comandos, um número que, no entanto, nunca foi alcançado devido à falta de candidatos qualificados.
O Grupo de Desenvolvimento  (Bereich Weiterentwicklung - BerWEntwg) é responsável pela análise de necessidades, desenvolvimento, aquisição e introdução de material de defesa do KSK, fazendo propostas para iniciativa e conduz julgamentos. Ele está envolvido na criação e atualização conceitual de procedimentos operacionais, futuras técnicas operacionais, regulamentos, documentos básicos e aquisição e introdução de equipamentos. Ele identifica as necessidades materiais e garante sua cobertura, como armas, explosivos e detonadores, dispositivos ópticos e optoeletrônicos, sistemas de pára-quedas, dispositivos de comunicação e roupas pessoais. No geral, o KSK tem mais de 20.000 suprimentos diferentes, muitos dos quais são feitos sob medida. Estes são mais equipamentos  diferentes do que uma divisão inteira do exército com cerca de 9.000 homens . O BerWEntwg é dividido em três departamentos separados, "concepção", "equipamento" e "treinamento". Aqui servem principalmente engenheiros graduados, especialistas técnicos e veteranos particularmente experientes das companhias operacionais, que em parte, geralmente por razões de saúde não têm mais o "estado de prontidão de combate".

### Estrutura
O  Kommando Spezialkräfte organiza-se em:
| Stab Kommando Spezialkräfte (Comando do Comando de Operações Especiais), Calw  | Stab Kommando Spezialkräfte (Comando do Comando de Operações Especiais), Calw | Stab Kommando Spezialkräfte (Comando do Comando de Operações Especiais), Calw | Stab Kommando Spezialkräfte (Comando do Comando de Operações Especiais), Calw | Stab Kommando Spezialkräfte (Comando do Comando de Operações Especiais), Calw                               | Stab Kommando Spezialkräfte (Comando do Comando de Operações Especiais), Calw |
| ------------------------------------------------------------------------------ | ----------------------------------------------------------------------------- | ----------------------------------------------------------------------------- | ----------------------------------------------------------------------------- | --- | ----------------------------------------------------------------------------- |
| Psychologischer Dienst KSK (Serviço de Operações Psicológicas), Calw           | Psychologischer Dienst KSK (Serviço de Operações Psicológicas), Calw          | Psychologischer Dienst KSK (Serviço de Operações Psicológicas), Calw          | Sprachendienst (Serviço Linguístico)KSK, Calw                                 | Sprachendienst (Serviço Linguístico)KSK, Calw                                                               | Sprachendienst (Serviço Linguístico)KSK, Calw                                 |
| Bereich Weiterentwicklung (Grupo de Desenvolvimento), Calw                     |                                                                               |                                                                               |                                                                               | |                                                                               |
| Einsatzkräfte (Forças de Emprego)                                              |                                                                               |                                                                               |                                                                               | |                                                                               |
| 1. Kommandokompanie (1ª Companhia de Comandos), Calw                           | 2. Kommandokompanie (2ª Companhia de Comandos), Calw                          | 3. Kommandokompanie (3ª Companhia de Comandos), Calw                          | 4. Kommandokompanie (4ª Companhia de Comandos), Calw                          | Spezialkommandokompanie (Companhia Especial de Comandos)KSK, Calw                                           | Ausbildungs- und Versuchszentrum (Centro de Treinamento e Testes) KSK, Calw   |
| Unterstützungskräfte (Forças de Apoio)                                         |                                                                               |                                                                               |                                                                               | |                                                                               |
| Stabs- und Versorgungskompanie (Comando e Companhia de Abastecimento)KSK, Calw | Fernmeldekompanie (Companhia de Comunicações)KSK, Calw                        | Unterstützungskompanie (Companhia de Apoio) KSK, Calw                         | Unterstützungskompanie (Companhia de Apoio) KSK, Calw                         | Unterstützungskompanie (Companhia de Apoio) KSK, Calw                                                       | Sanitätszentrum (Centro de Saúde) KSK, Calw                                   |
| Stabs- und Versorgungskompanie (Comando e Companhia de Abastecimento)KSK, Calw | Fernmeldekompanie (Companhia de Comunicações)KSK, Calw                        | Nachschub-/Umschlagzug (Pelotão de Suprimento e Transbordo) KSK, Calw         | Instandsetzungszug (pelotão de Manutenção) KSK, Calw                          | Fallschirmgeräte- und Luftumschlagszug (Pelotão de Equipamento de pára-quedas e Lançamento Aéreo) KSK, Calw | Sanitätszentrum (Centro de Saúde) KSK, Calw                                   |

## Veículos
- ESK Mungo, veículo especializado
- Wiesel, transportadora de armas,
- Unimog de 2 toneladas
- Mercedes-Benz Classe G, veículo utilitário militar

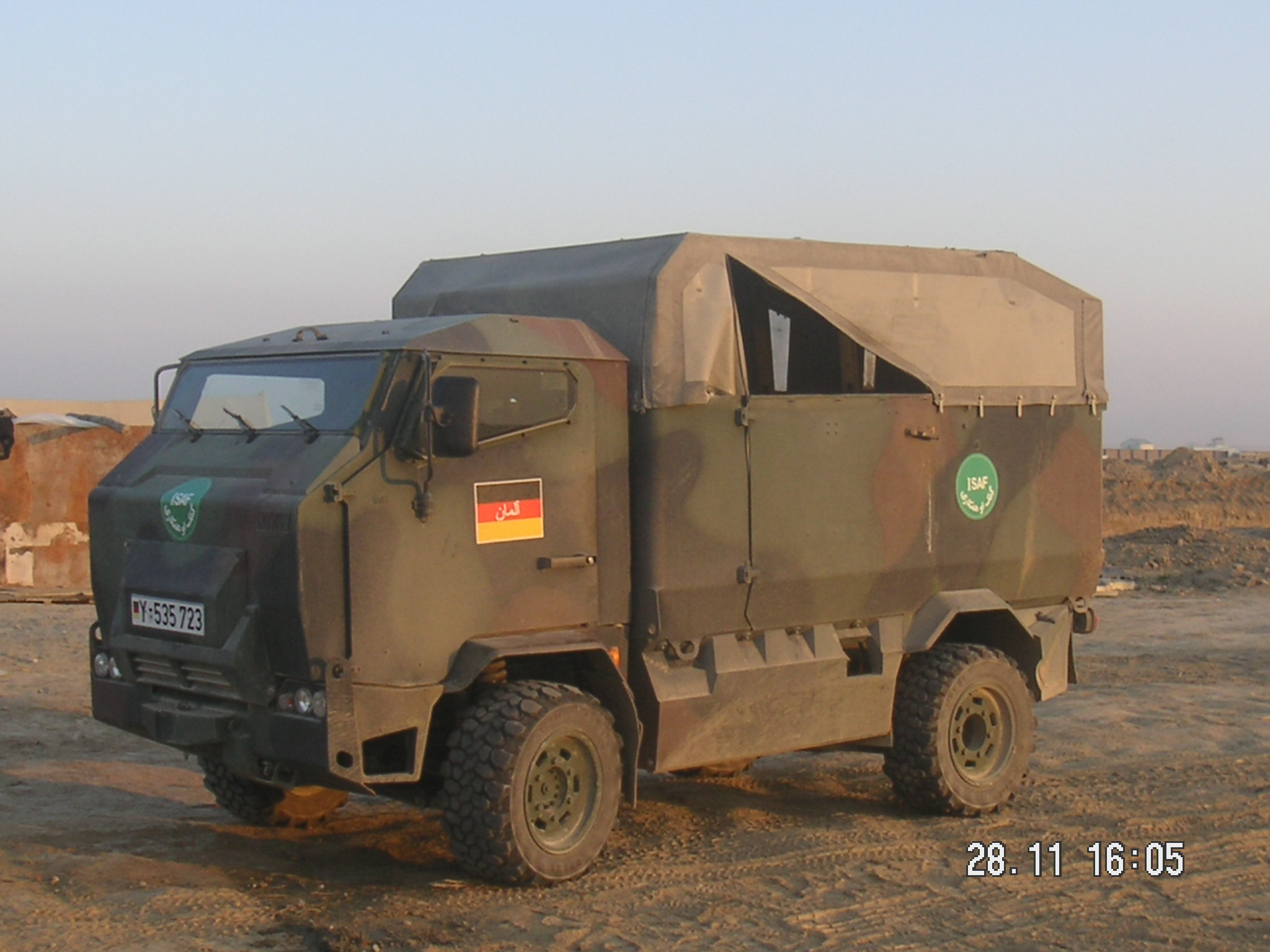
Viatura Mungo no Afeganistão

- AGF Serval

## Tarefas
O KSK é responsável por operações atrás das linhas inimigas, reconhecimento de longo alcance, ataques estratégicos, operações anti-terroristas, resgate de reféns ou evacuação de cidadãos alemães em áreas de risco no estrangeiro em cooperação com nações aliados e especialmente com a OTAN. A unidade também está preparada para realizar operações C-SAR. o KSK é moldado de acordo com o SAS. Apesar de sua capacidade resgate de reféns o KSK é uma unidade militar, com missões militares, e não outra GSG-9. O KSK poderá ser ser deslocado para onde o GSG-9 não pôde (pelo menos oficialmente), entretanto isso já aconteceu (o resgate de um avião da  Lufthansa no Aeroporto de Mogadishu, Somália em outubro de 1977, por exemplo). Mesmo assim o KSK mantém uma equipe de Resgate de reféns pronta para auxiliar a polícia alemã sempre que necessário. O KSK será também usado proteger ou projetar os interesses internacionais da Alemanha. Suas missões são bem semelhantes as desempenhadas por unidades estrangeiras afins como o SAS, Força Delta ou as US Army Special Forces.

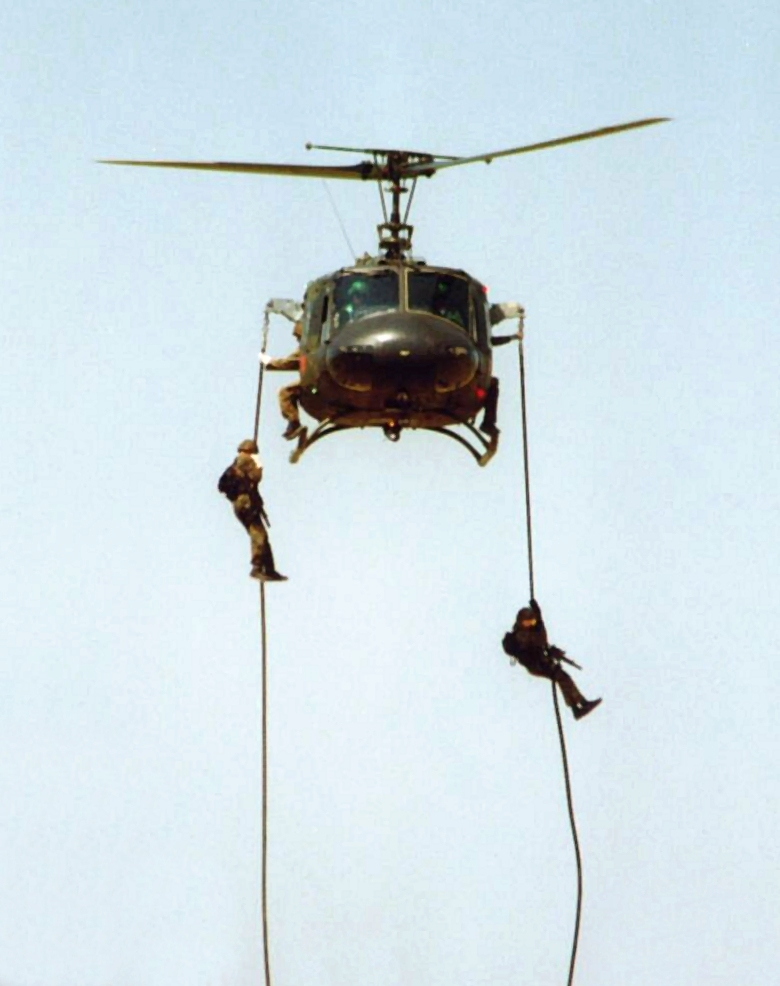
Uma unidade da KSK durante uma demonstração em 2000 em Berlim

.

## Operações
As missões do KSK ainda estão cobertas debaixo de muito sigilo, mas acredita-se que já tenha sido empregado em:
- Bósnia - O KSK foi usando juntamente com outras unidades especiais (SAS, SEALs, etc) na caça de criminosos de guerras sérvios.

- Kosovo - Desde a sua criação em 1996 o KLA - Exército do Libertação do Kosovo, vinha recebendo apoio do Bundesnachrichtendienst (BND), o serviço de inteligência alemão, juntamente com a CIA. As operações visavam enfraquecer Slobodan Milosevic, e força-lo a dar autonomia a província de maioria albaneza. Quando o conflito entre a Iugoslávia e a OTAN já era iminente, comandos dos KSK já treinavam guerrilheiros do KLA no norte da Albânia. Com o conflito aberto em 1999, o KSK foi usado em muitas operações secretas tanto em Kosovo, quanto na própria Iugoslávia.

- Afeganistão - Provavelmente o KSK participou em 2001 da operação militar que libertar oito missionários de uma entidade humanitária alemã ameaçados de morte e detidos pelo Taleban sob acusação de "propagar o cristianismo" no Afeganistão. Esta operação foi realizado com sucesso antes do início dos ataques americanos aquele país. Com a invasão do Afeganistão o KSK foi deslocado secretamente para o Afeganistão para participar das operações de caça a Al-Qaeda e do que sobrou do Taleban.

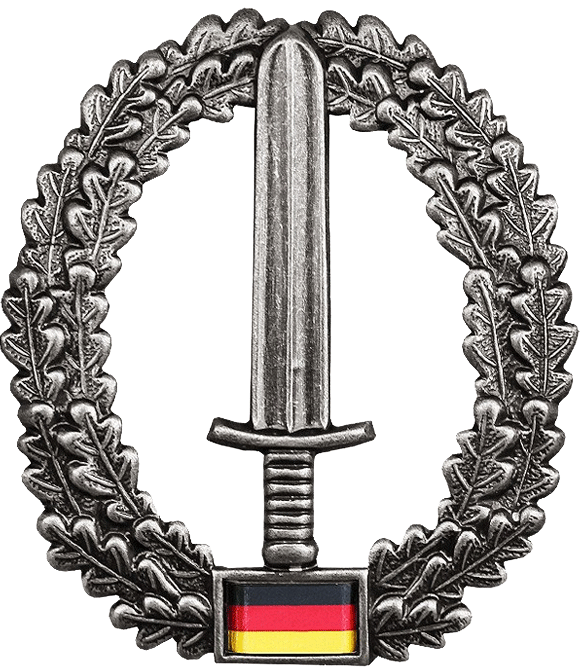
Logo da KSK